# جیمی ترلی
جیمی ترلی (انگلیسی: Jamie Turley؛ زادهٔ ۷ آوریل ۱۹۹۰) بازیکن فوتبال است.
از باشگاه‌هایی که در آن بازی کرده‌است می‌توان به باشگاه فوتبال نیوپورت کانتی اشاره کرد.
وی همچنین در تیم ملی فوتبال تیم سی فوتبال ملی انگلیس بازی کرده‌است.